# Giovanni Kreglianovich Albinoni
Giovanni Kreglianovich Albinoni, in croato Ivan Kreljanović-Albinoni, (Zara, 1777 – Zara, 1838), è stato uno scrittore, librettista e drammaturgo italiano.

## Biografia
Poco si conosce sulla sua vita. Appartenente a una famiglia nobile di Zara, fu attivo soprattutto come scrittore e librettista a Venezia tra la fine del XVIII secolo e il primo decennio dell'Ottocento. Successivamente tornò nella città natale, dove si occupò dell'apertura di numerose scuole e biblioteche. Tra i suoi i lavori si ricordano in particolare la tragedia Orazio prodotta nel 1797 e pubblicata nella città lagunare nel 1800 (il suo lavoro più noto e ispirato all'Horace di Corneille) e la tragedia Manlio capitolino data alle stampe nel 1807. Tra i suoi libretti d'opera, tutti rappresentati per la prima volta al Teatro La Fenice di Venezia, si ricordano il dramma Il sacrifizio d'Epito, musicato e messo in scena per la prima volta da Michele Carafa il 26 dicembre 1819, il dramma tragico Costantino, messo in musica da Joseph Hartmann e allestito per la prima volta l'8 febbraio 1820, il melodramma Arminio, ossia l'eroe germano, musicato da Stefano Pavesi e rappresentato il 10 febbraio 1821 e il melodramma tragico Andronico, messo in musica da Saverio Mercadante e dato il 26 dicembre 1821. Tra gli altri suoi scritti spiccano le Memorie per la Storia della Dalmazia (1809).
Egli era inoltre membro dell'Accademia dell'Arcadia sotto il nome di Dalmiro Tindario.
Giovanni Kreglianovich fu il maggiore pensatore ed esponente letterario della Dalmazia durante l'occupazione napoleonica; i suoi lavori, dopo la sua morte, caddero nell'oblio per poi essere rivalutati a partire dagli ultimi decenni del XX secolo.